# Кирпичное (Симферополь)
Кирпи́чное (укр. Кирпичне, (крымскотат. Kirpiçnoye, Кирпичное) — село, вошедшее в состав Симферополя, располагавшееся на крайнем востоке города, в 0,5 км севернее села Украинка.

## История
В Статистическом справочнике Таврической губернии 1915 года записаны 2 административные единицы: Кирпичный завод Петровского сельского общества и Кирпичный завод Курцовского сельского общества — предшественники будущего посёлка.

Решением Крымоблисполкома от 8 сентября 1958 года № 133, посёлку при кирпично-черепичном заводе и килруднике Перовского сельсовета Симферопольского района присвоено наименование Кирпичное. Указом Президиума Верховного Совета УССР «Об укрупнении сельских районов Крымской области», от 30 декабря 1962 года Симферопольский район был упразднён и село присоединили к Бахчисарайскому. 1 января 1965 года, указом Президиума ВС УССР «О внесении изменений в административное районирование УССР — по Крымской области», вновь включили в состав Симферопольского. По данным переписи 1989 года в селе проживало 438 человек. Присоединён к Симферополю 31 августа 1989 года решением ВР Украины.